# Вершник на коні
Вершник на коні (мак. Воин на коњ) — пам'ятник Александру Македонському в місті Скоп'є (Північна Македонія). Був проєктом культурної забудови македонської столиці «Скоп'є 2014». Пам'ятник офіційно відкрито 8 вересня 2011 року на День незалежності Македонії. Міститься в центрі столиці — на площі «Македонія».

## Опис
Бронзова скульптура, поставлена на бетонний постамент, заввишки 10 м, загальна висота пам'ятника — 14,5 м. Під пам'ятником є фонтан.
Поблизу фонтана — бронзові скульптури: вісім воїнів, висотою по 3 м, і вісім левів, висотою по 2,5 м, чотири з яких повернуті головами до пам'ятника (є частиною фонтану, з їхніх пащ тече вода), а чотири — у протилежний бік.

## Суперечка навколо пам'ятника
Грецька влада звинуватила Республіку Македонія в переписуванні грецької історії та спробі ескалації конфлікту. Щоб уникнути подальших непорозумінь, скульптуру назвали «Вершник на коні».